# Подјебради
Подјебради (чеш. Poděbrady изговор: Пођебради) је бањски град у срезу Нимбурк. Лежи у плодној низији на реци Лаби на нецелих 50 km источно од Прага на ауто-путу D11. Има преко 13 хиљада становника и отприлике исти број бањских посетилаца и туриста који посете овај град. Тамошња историјска споменичка зона чува историјско језгро града и прилеглу бањску четврт.

## Историја
Историја овог града сеже још у почетке чешке државе где се општина звала „поде броди“. У другој половини 13. века добио је ову општину чешки краљ Отакар II Пшемисл и у њој је дао саградити утврђење који је касније претворио у замак. Највећи процват је општина доживела за владавине господе из Кунштата. Из тога рода је поводом и славни „хусистичке краљ“ Јиржи Подјебрадски који је био крунисан 1458. године. Године 1472. године су Подјебради добили статус града и додељен им је градски грб.
Подјебради су знани у првом реду као бањски град који је јако миран и има много историјских знаменитости. Почетак бањског града датира из године 1905. када су тадашњи власници замка бушили бунар у надворију. Из дубине од 96,7 m је добијен снажни прамен воде која садржи гвожђе и није за пиће. У јуну 1910. године град је добио даље прамене Милада, Елишка и Либуше. 1930. године је било у диспозицији укупно 16 праменова. Захваљујућу професору, др. Вацлаву Либенском, прачком кардиологу се град специјализовао за лечење срчаних обољења.

## Личности спојене са градом
- Ален Дивиш - сликар
- Антонин Енгел - архитект и урбаниста
- Лудвик Куба
- Алице Нелис - режисерка
- Јиржи Подјебрадски - чешки краљ
- Хинек Подјебрадски - ренесансни песник и син Јиржија из Подјебрада
- Викторин Подјебрадски - син Јиржија из Подјебрада и дипломат
- Бартоломеј из Минстерберка - значајан дипломат и унук Јиржија из Подјебрада

## Значајни споменици
Подјебради имају свој леп бањски парк који води од градског трга па све до жељезничке станице која је такође вредно дело архитектуре. У парку се налази познати сат од цвеће уз који стоји контроверзни патуљак који избија часове.
- Замак Подјебради
- Црква Нанебоузеће Богородице Марије
- Бетел црквени објекат

- Замак у Подјебрадима
- Замак у Подјебрадима
- Скулптура Јиржија Подјебрадског на градском тргу
- Ступ на градском тргу
- Легендарни подјебрадски патуљак
- Часовник од цвећа у градском парку
- Хотел Замак
- Ресторан Колонада
- Парк
- Колонија кућица
- Водоторањ
- Јавна чесма минералне воде

## Партнерски градови
- Пјештјани
- Тарандт